# Alexander Iljitsch Besymenski

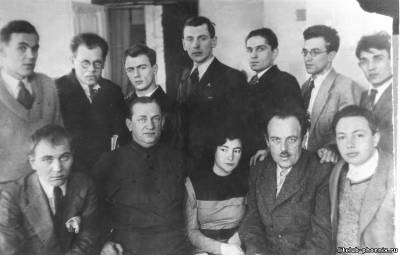
Besymenski (sitzend, 2. von rechts) am 1. All-Unionskongress des sowjetischen Schriftstellerverbandes, 1934

Alexander Iljitsch Besymenski (russisch Александр Ильич Безыменский; * 6. Januarjul. / 18. Januar 1898greg. in Schytomyr; † 26. Juni 1973 in Moskau) war ein russischer Dichter.

## Leben
Alexander Besymenski, Sohn eines jüdischen Handwerkers aus Schytomyr, veröffentlichte 1918 erste Gedichte. 1922 gehörte er den Schriftstellergruppen „Junge Garde“ und „Oktober“ an, später der Führung des sowjetischen Schriftstellerverbandes. Yuri Slezkine zählt ihn zu den Komsomol-Poeten und bezeichnet ihn als einen der kompromisslosesten Kreuzrittern gegen überalterte und degenerierte Kunst. Nach Stalins Machtübernahme unterstützte er anfänglich die Linke Opposition, wandte sich dann aber ab und verurteilte später (und verhöhnte zum Teil) die Opfer der Moskauer Prozesse in Gedichtform.
1924 (nach anderen Quellen 1926) schrieb Besymenski den Text des Liedes Вперёд, Краснофлотцы (Vorwärts, Rote Flotte), der den Kronstädter Matrosen ein Denkmal setzte. Dazu nutzte er als Vorlage das polnische Revolutionslied Gdy naród do boju wystąpił (Das Volk zog zum Kampf) aus dem Jahr 1831. In der 1929 veröffentlichten Übertragung von Helmut Schinkel (Verronnen die Nacht und der Morgen erwacht) wurde das Lied als Matrosen von Kronstadt bzw. als Roter Flottenmarsch in ganz Deutschland bekannt.
Besymenski starb am 26. Juni 1973 in Moskau und wurde auf dem Nowodewitschi-Friedhof begraben.

## Werke
- Ausgewählte Gedichte, übersetzt von Georg Luft, Verlag Nemgosisdat, Pokrowsk 1926.
- Gedichte des Zornes, übersetzt von Gerty Rath, Verlag Cartea Rusa, Bukarest 1950.
- An den Oktober. Das Gedicht verherrlicht Lenin als den Erlöser des russischen Volkes. Dmitri Schostakowitsch vertonte es 1927 im Chorfinale seiner 2. Sinfonie.